# Estação Barricadnaia
Barricadnaia (em russo:  Баррикадная) é uma das estações da linha Tagansko-Krasnopresnenskaia (Linha 7) do Metro de Moscovo, na Rússia. Estação «Barricadnaia» está localizada entre as estações «Pushkinskaia» e «Ulitsa Tysiatcha Deviatssot Piatogo Goda».